# Eteone suecica
Eteone suecica är en ringmaskart som beskrevs av Bergström 1914. Eteone suecica ingår i släktet Eteone och familjen Phyllodocidae. Arten är reproducerande i Sverige. Inga underarter finns listade i Catalogue of Life.